# Dimitri Bertsekas
Dimitri Panteli Bertsekas (grec moderne : Δημήτρης Παντελής Μπερτσεκάς ) est un mathématicien appliqué, ingénieur électricien et informaticien grec, il est professeur au département de génie électrique et informatique de la School of Engineering du Massachusetts Institute of Technology (MIT) à Cambridge.

## Formation et carrière
Bertsekas est né en 1942 en Grèce et y a vécu son enfance. Il a étudié pendant cinq ans à l'Université polytechnique nationale d'Athènes, en Grèce, et a étudié pendant environ un an et demi à l'Université George-Washington, à Washington (la nuit, alors qu’il travaillait comme ingénieur de recherche), où il a obtenu sa maîtrise en génie électrique en 1969 et pendant environ deux ans au MIT, où il a obtenu son doctorat en science des systèmes en 1971. Avant de rejoindre la faculté du MIT en 1979, il a enseigné pendant trois ans au département d'ingénierie et des systèmes économiques de l'Université Stanford et cinq ans au département d'ingénierie électrique et informatique de l'université de l'Illinois à Urbana-Champaign.

## Travaux
Il est connu pour ses travaux de recherche et ses seize manuels et monographies traitant d’optimisation et de contrôle théoriques et algorithmiques, ainsi que de probabilités appliquées. Ses travaux vont du travail théorique / fondamental à l’analyse algorithmique et à la conception de problèmes d’optimisation, ainsi qu’à des applications telles que la transmission de données, les réseaux de transport et la production d’énergie électrique. Il figure parmi les 100 auteurs informatiques les plus cités dans la base de données académique du moteur de recherche CiteSeer et dans la bibliothèque numérique. En 1995, il a cofondé une maison d'édition, Athena Scientific qui, entre autres, publie la plupart de ses livres.
À la fin des années 90, Bertsekas développe un intérêt marqué pour la photographie numérique. Ses photographies ont été exposées à plusieurs reprises au MIT et sont également accessibles à partir de son site .

## Prix et distinctions
Bertsekas a reçu le prix INFORMS 1997 pour l'excellence de la recherche dans l'interface entre la recherche opérationnelle et l'informatique pour son livre "Neuro-Dynamic Programming" (co-écrit avec John Tsitsiklis); le prix national grec en 2000 pour la recherche opérationnelle ; et le Prix de l'éducation John R. Ragazzini 2001 de l'ACC pour ses contributions exceptionnelles à l'éducation. En 2001, il a été élu à l'Académie nationale d'ingénierie des États-Unis pour « ses contributions novatrices à la recherche fondamentale, à la pratique et à la formation à la théorie du contrôle et l'optimisation, et en particulier à son application aux réseaux de communication de données ». En 2009, il a reçu le prix INFORMS Expository Writing Award 2009 pour sa capacité à « communiquer des concepts mathématiques difficiles avec une clarté inhabituelle, atteignant ainsi un large public dans de nombreuses disciplines. ». En 2014, il a reçu le prix Richard E. Bellman (en) de l'American Automatic Control Council, et le prix Khachiyan pour ses réalisations au cours de sa vie dans le domaine de l'optimisation de la société INFORMS Optimization Society.
Il reçoit en 2015 le prix George-B.-Dantzig décerné par la SIAM et la Mathematical Optimization Society  et en 2018 le prix de théorie John-von-Neumann de l'INFORMS, conjointement avec John Tsitsiklis « pour leurs contributions au calcul parallèle et distribué ainsi qu'à la programmation neurodynamique ».

## Manuels et monographies de recherche
Les manuels de Bertsekas comprennent
- Programmation dynamique et contrôle optimal (1996)
- Data Networks (1989, co-écrit avec Robert G. Gallager )
- Programmation non linéaire (1996)
- Introduction to Probability (2003, co-écrit avec John N. Tsitsiklis )
- Algorithmes d'optimisation convexe (2015)

qui sont tous largement utilisés pour l'enseignement en classe dans de nombreuses universités, y compris le MIT,. Certains de ces livres ont été publiés dans plusieurs éditions et ont été traduits dans diverses langues étrangères.
Il a également écrit plusieurs monographies de recherche largement référencées  qui contiennent collectivement l'essentiel de ses recherches. Ceux-ci inclus:
- Contrôle optimal stochastique: le cas du temps discret (1978, co-écrit avec S.E. Shreve), ouvrage mathématiquement complexe, établissant les fondements théoriques de la mesure de la programmation dynamique et du contrôle stochastique.
- Optimisation sous contrainte et méthodes de multiplication de Lagrange (1982), première monographie abordant de manière exhaustive les problèmes de convergence algorithmique autour des méthodes de programmation lagrangienne augmentée et quadratique séquentielle .
- Calcul parallèle et distribué: méthodes numériques (1989, co-auteur avec John N. Tsitsiklis ), qui a notamment établi les structures théoriques fondamentales pour l'analyse des algorithmes asynchrones distribués.
- Optimisation linéaire du réseau (1991) et optimisation du réseau: modèles continus et discrets (1998), qui traitent entre autres de la classe des algorithmes d’enchères pour l’optimisation des affectations et du flux du réseau, développés par Bertsekas sur 20 ans à compter de 1979.
- Neuro-Dynamic Programming (1996, co-écrit avec John N. Tsitsiklis ), qui a jeté les bases théoriques d'approximations sous-optimales de problèmes de prise de décision séquentiels extrêmement complexes.
- Convex Analysis and Optimization (2003, co-écrit avec A. Nedic et A. Ozdaglar) et Convex Optimization Theory (2009), qui ont fourni une nouvelle ligne de développement pour la théorie de la dualité d'optimisation, un nouveau lien entre la théorie des multiplicateurs de Lagrange et des non-lisses analyse, et un développement complet des méthodes de sous-gradation incrémentielles.

Sa dernière monographie de recherche en date est Abstract Dynamic Programming (2013), qui vise à développer de manière unifiée la théorie fondamentale et les algorithmes des problèmes de décision séquentielle au coût total, sur la base des liens étroits entre le sujet et la théorie des points fixes. Une deuxième édition de cette monographie, qui comprend la plupart de ses recherches sur la programmation dynamique pour la période 2013-2017, a été publiée en 2018.

## Livres à télécharger gratuitement
- Network Optimization
- Data Networks
- Approximate Dynamic Programming
- Constrained Optimization and Lagrange Multiplier Methods
- Parallel and Distributed Computation: Numerical Methods
- Stochastic Optimal Control: The Discrete-Time Case
- Abstract Dynamic Programming